# Chikhala
Chikhala es una ciudad censal situada en el distrito de Bhandara en el estado de Maharashtra (India). Su población es de 4352 habitantes (2011). 

## Demografía
Según el censo de 2011 la población de Chikhala era de 4352 habitantes, de los cuales 2147 eran hombres y 2205 eran mujeres. Chikhala tiene una tasa media de alfabetización del 79,67%, inferior a la media estatal del 82,34%: la alfabetización masculina es del 89,36%, y la alfabetización femenina del 70,19%.